# Mikhail Kaniskin

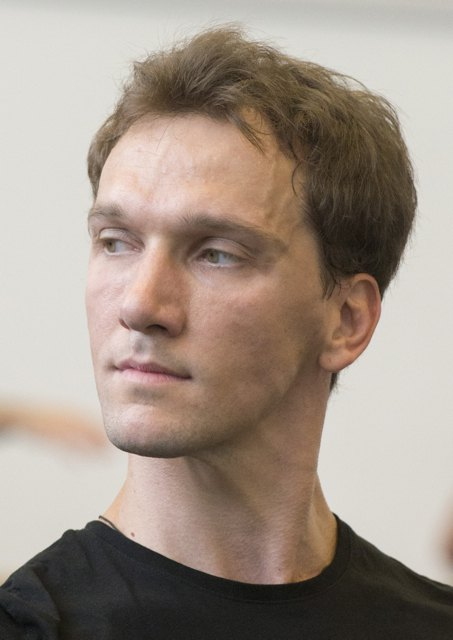
Mikhail Kaniskin

Mikhail Kaniskin (russisch Михаил Станиславович Канискин Michail Stanislawowitsch Kaniskin; * 10. Juli 1978 in Moskau) ist Erster Solist beim Staatsballett Berlin, Geschäftsführer der Elisa Carillo Cabrera Foundation AC, künstlerischer Leiter der Sir Anton Dolin Stiftung in Berlin und künstlerischer Berater der Gremlin „Stars des 21. Jahrhunderts“ Gala in Deutschland.

## Die ersten Schritte
Im Alter von acht Jahren begann Kaniskin an der Moskauer Staatlichen Akademie für Choreographie Ballett zu tanzen. Im Jahr 1995 erhielt er ein Stipendium von Prix de Lausanne und ging an das Stuttgarter Ballett, wo er 1997 Teil des Corps de Ballet wurde. In Stuttgart traf er Elisa Carrillo Cabrera, die er im Jahr 2007 heiratete. Der Intendant des Stuttgarter Ballets Reid Anderson ernannte ihn zum Demi-Solisten und 2002 zum Solisten. 2004 wurde er Principal Dancer.

## Karriere am Berliner Staatsballett
Im Jahr 2007 rief der damalige Intendant des Berliner Staatsballett Vladimir Malakhov das Ehepaar Cabrera und Kaniskin als Tänzer nach Berlin. Im Jahr 2013 gewannen Kaniskin und Cabrera den Best Duet Preis beim Tanzfestival Dance Open. 2014 wurde Nacho Duato General- und künstlerischer Leiter am Berliner Staatsballett und förderte das junge Tanzpaar mit Gastveranstaltungen beim Mariinski-Ballett, im Ballett der Staatsoper Rom, der Compañía Nacional de Danza de México, im Balletto di Verona, Israel Ballet, im Kroatischen Nationaltheater in Zagreb, im Nationaltheater Sarajevo, am Teatro Colon de Mar del Plata in Buenos Aires, beim International Ballet Festival of Miami, Ballett Festival Napoli, World Ballet Gala (Sotschi 2012), Nijinsky Gala in Hamburg und der Moskauer Kreml-Gala des 21. Jahrhunderts.
Im Jahr 2017 tanzten Kaniskin und Cabrera den zweiten Teil der Premiere des Doppelabends von Millepied.  „Maillot / Millepied“ ist ein Hors d’œuvre für die abwechslungsreiche französische Balletttradition, die mit den beiden Choreographien „Daphnis et Chloé“ und „Altro Canto“ einen wunderbaren zeitgenössischen Ausdruck gefunden hat. In „Daphnis und Chloé“ tanzte Cabrera als eine leichtfüßig-elegante Nymphe namens Chloé, die sich in Kaniskin als Daphnis verliebt. Für das Stück hatte der französische Künstler Daniel Buren ein geometrisches Farbschema entworfen, das die bukolischen Landschaften verwandelt, in denen die alte Geschichte über die beiden Findelkinder ursprünglich in eine reduzierte, aber intensive Ästhetik gesetzt wurde.

## Persönliches Leben
Kaniskin ist mit der Berliner Staatsballett-Tänzerin Elisa Carillo Cabrera verheiratet. Gemeinsam haben sie ein Kind. Weil Elisa Carillo Cabrera eine der berühmtesten Ballerinen in Mexiko und Kaniskin ein bekannter Tänzer in Russland ist, sind sie auf der ganzen Welt unterwegs. Zusammen mit ihrer Stiftung unterstützen sie Künste und Kinder. In Berlin führen beide eine Ballettgeschäft. Im Jahr 2017 wurde Kaniskin Mitgründer und künstlerischer Leiter der Sir Anton Dolin Stiftung in Berlin, Deutschland und Artistic Consultant der Stars des 21. Jahrhunderts-Gala in Deutschland.

## Elisa Carrillo Cabrera Stiftung A.C
Aufgrund der Bekanntheit von Elisa Carillo Cabrera in Mexiko gründete Kaniskin im Jahr 2011 gemeinsam mit seiner Frau die Elisa Carillo Cabrera Foundation AC. Die Elisa Carilla Cabrera Stiftung ist Mitglied des Internationalen Tanzrates (CID) unter der UNESCO und unterstützt Kunst in Mexiko und auf der ganzen Welt. Kaniskin ist Exekutivdirektor und organisiert als künstlerischer Direktor die jährliche internationale Ballett-Star-Gala „Elisa und Freunde“ in Mexiko mit berühmten Tänzern wie Vladimir Malakhov, Iana Salenko, Marian Walter, Dinu Tamazlacaru, Vladimir Shklarov, Semyon Chudin, Evgenia Obraszova, Joseph Gatti, Ashley Bouder, Anna Tzigonkova, Er Seo, Misa Kuranaga oder Kristiname Kretova.